# ごには
ごには（1998年〈平成10年〉5月28日 - ）は、日本の男性YouTuber。

## 来歴
2011年8月からYouTubeに動画投稿を始める。投稿している動画は主に『太鼓の達人』のゲーム実況。そのほか料理、太鼓の達人以外のゲーム実況も投稿している。
太鼓の達人を始めたきっかけは、家族でショッピングモールに行ったとき、買い物終わりにゲームセンターで当時ハマっていた『甲虫王者ムシキング』をプレイしようと思ったら同年代の人たちが多く並んでいたので、仕方なく太鼓の達人に並んだところ、前でプレイしていた20代くらいの夫婦を見てカッコいいと思ったから。
動画投稿を始めたきっかけは、小4頃親に1日だけパソコン教室に通わされ、そのとき編集に興味を持ったことから。編集を始めたのは「ごにはさんへたくそですね」という動画から。
名前の由来は、誕生日である5（ご）月2（に）8（は）日の語呂合わせ。チャンネル名の後についている「2000」は、太鼓の達人のナムコオリジナルの「2000シリーズ」からきている。現在のアカウントで活動する前は「goniha528」というアカウントで活動していた（活動時期は不明）が、アカウントが停止されてしまい、今の名前に至った。 
2017年12月にUUUMから「UUUMの専属クリエイターに入らないか？」とスカウトされたが、当時登録者1万人であったのとこれからの動画スタイルはある程度自分で決めたいとの考えがあったため、「半年待ってもらいたい」と回答し、UUUM側が受け入れ、約8ヶ月後の2018年8月からUUUMに加入した。スカウトされてから加入するまでの間もUUUMの社員と話し合いを行っていた。
エンディング曲に使われているMusMusの「ShakujiiPark」は2017年3月頃から使っており、1度変えたこともあったが不評が多かったため、元に戻した。
ごには氏は2022年3月20日までgoniha2000/ごにはという名前で活動していたが、当日報告動画を上げ、翌日チャンネル名をアカウント画像と同時に新しく変更した。
2023年7月7日から2024年4月27日までYouTubeの活動を停止しており、4月初旬まで社会人として働いていた。また、同時にUUUMを退所したことも発表した。

## 人物
- よくハーフに間違えられるが、純日本人である[9]。
- 右利き[9]
- 身長は172cm[1]。